# 尋找第5味
是一部2022年的法國-日本合拍電影，由法國演員傑哈·德巴狄厄主演，飾演一位法國主廚，遠赴日本尋找曾在頂尖烹飪比賽中擊敗他的對手主廚。該片由法國導演斯洛尼·索（Slony Sow）編劇並執導，拍攝於COVID-19疫情初期，分別於2020年2月在日本北海道及2020年6月在法國盧瓦爾地區進行拍攝。此前，由於2020年3月法國因疫情實施封鎖，實地製作曾一度中斷。
受到疫情導致電影院關閉的影響，該片的商業院線上映推遲至2023年2月。影片在全球以103分鐘的原始版本於多個電影節放映並上映，但法國則放映並評論了一個92分鐘的較短版本。

## 劇情
蓋布瑞·卡爾文（Gabriel Carvin）是一位來自法國索米爾（Saumur）的米其林三星主廚，在某晚獲頒第三顆水晶星的殊榮，由美食評論家肯定。然而就在同一天晚上，他的妻子露易絲（Louise）離他而去，這場突如其來的分離引發了家庭危機。對蓋布瑞來說，這一擊直搗心坎，震撼了他的內心。為了釐清思緒，他決定遠赴日本，這趟旅程讓他重新找回友誼的簡單快樂，並試圖探索「鮮味」——味蕾的第五種味道——背後的奧秘。

## 演員陣容
- 傑哈·德巴狄厄 飾 蓋布瑞·卡爾文（Gabriel Carvin）
- 桑德琳·波奈兒 飾 露易絲·卡爾文（Louise Carvin）
- 皮耶·李察（Pierre Richard） 飾 盧弗斯（Rufus）
- 羅德·帕拉多（Rod Paradot） 飾 尼諾·卡爾文（Nino Carvin）
- 巴斯蒂安·布永（Bastien Bouillon） 飾 尚·卡爾文（Jean Carvin）
- 優（You） 飾 紀子（Noriko）
- 長塚京三 飾 哲一森田（Tetsuichi Morita）
- 武田江里子（Eriko Takeda） 飾 富美森田（Fumi Morita）
- 小泉今日子 飾 塔亞（Taya）
- 安托萬·杜勒里（Antoine Duléry） 飾 羅伯特（Robert）
- 齊內丁·蘇阿勒姆（Zinedine Soualem） 飾 莫哈馬德（Mohamad）
- 阿薩·西拉（Assa Sylla） 飾 訂位員（la bookeuse）

## 製作
- 編劇與導演：斯洛尼·索（Slony Sow）
- 攝影指導：丹尼斯·盧瓦（Denis Louis）
- 音樂：弗雷德里克·霍利舍夫斯基（Frédéric Holyszewski），特別客串演出：Sugizo
- 服裝設計：多蘿泰·利薩克（Dorothée Lissac）、宮本麻里（Mari Miyamoto）
- 製片人：盧卡斯·奧利弗-弗羅斯特（Lucas Oliver-Frost）、斯洛尼·索（Slony Sow）
  - 共同製片人：尚-莫里斯·貝萊什（Jean-Maurice Belayche）、犬塚艾芙琳（Evelyne Inuzuka）、我孫義和（Yoshikazu Gahier）
  - 執行製片人：亞歷克斯·董（Alex Dong）
- 製作公司：奧利弗-弗羅斯特影業（Oliver-Frost Films）、斯洛尼影業（Slony Pictures）
  - 聯合製作公司：陽光永遠不落（Sunny Side Up Never）、諾帕雷伊製作（Nompareille Productions）

## 反響
《尋找第5味》被拿來與《巴別塔》（Babel）及《蒲燒鰻》（Tampopo）等電影比較，《Stuff》網站的評論稱其為「一部奇想電影，恰好保持在不過分矯情的邊緣」。2023年5月12日，《費加洛雜誌》（Le Figaro Magazine，記者皮耶·德·布瓦許，Pierre de Boishue）給予該片兩星評價，形容其「帶有一抹光彩」，「包含眾多元素，讓整體呈現出清新的味道」。
原始版本（103分鐘）曾在多個電影節放映，包括列日國際喜劇電影節（Festival International du Film de Comédie de Liège）、奧斯陸南方電影節（Oslo Films from the South Festival）、澳洲法國聯盟法國電影節（Alliance Française French Film Festival，於澳洲及芝加哥放映）、新加坡vOilah!法國電影節（vOilah! French Film Festival），並作為弗里堡國際電影節（Fribourg International Film Festival）及橫濱國際電影節（Yokohama International Film Festival）的開幕影片。
原始版本的《尋找第5味》於2023年2月9日在德國上映（德國片名為《Der Geschmack der kleinen Dinge》，意為「小事物的滋味」），最初在142個銀幕放映，因受到正面反響，後續幾週增加至147個銀幕。該片在德國院線持續放映至2024年1月14日當週。
在法國院線上映前夕，2023年3月5日，網站Mediapart發布了一篇報導，指控傑哈·德帕迪厄（Gérard Depardieu）涉及性侵；隨後，3月24日，網站Libération又報導了有關性暴力的指控。德帕迪厄的「Depardieu Sings Barbara」演唱會也因此遭到女性主義團體的抗議，反對德帕迪厄及其觀眾。
2023年5月17日，縮短版（92分鐘）的《尋找第5味》在法國251個銀幕上映，但票房表現不佳，且評價普遍負面。由於針對德帕迪厄的指控，法國電視台及串流平台拒絕播放該片。
德帕迪厄於2023年10月1日在《費加洛報》（Le Figaro）發表公開信，否認所有指控。
原始版本的《尋找第5味》在瑞士、比利时（縮短版）、臺灣、荷兰、西班牙、哥伦比亚、以色列、新加坡、爱沙尼亚、香港、保加利亚、墨西哥、意大利、匈牙利、奥地利、澳大利亚及新西兰均有院線上映。但因德帕迪厄的指控，該片未能在美国、英国及加拿大進行院線發行。原始版本在俄罗斯及中國以線上形式發布。
該片的原始版本也作為機上娛樂，於多家航空公司播放，包括達美航空、澳洲航空、國泰航空、阿聯酋航空、科西嘉航空、印度航空、越南航空、長榮航空、西捷航空、中華航空、海灣航空、阿提哈德航空、卡塔尔航空及法國航空（播放縮短版）。

## 外部連結
- 互联网电影数据库（IMDb）上《尋找第5味》的资料（英文）
- 尋找第5味的Instagram帳戶